# Nazionale olimpica di calcio del Belgio
La nazionale olimpica belga di calcio è la rappresentativa calcistica del Belgio che rappresenta l'omonimo stato ai giochi olimpici.

## Storia
La nazionale maggiore belga ha vinto un oro olimpico nel 1920, nel periodo in cui non esistevano le nazionali olimpiche. La nazionale belga ha partecipato alle olimpiadi cinesi del 2008, quando arrivò seconda nel suo girone. Ai quarti vinse 3-2 contro l'Italia e successivamente perse in semifinale e nella finalina per il bronzo, concludendo il torneo al quarto posto.

## Statistiche dettagliate sui tornei internazionali
Nota bene: come previsto dai regolamenti FIFA, le partite terminate ai tiri di rigore dopo i tempi supplementari sono considerate pareggi.

### Giochi olimpici
| Anno | Luogo             | Piazzamento      | V | N | P | Gol  |
| ---- | ----------------- | ---------------- | - | - | - | ---- |
| 1952 | Helsinki          | Non partecipante | - | - | - | -    |
| 1956 | Melbourne         | Non partecipante | - | - | - | -    |
| 1960 | Roma              | Non partecipante | - | - | - | -    |
| 1964 | Tokyo             | Non partecipante | - | - | - | -    |
| 1968 | Città del Messico | Non partecipante | - | - | - | -    |
| 1972 | Monaco di Baviera | Non partecipante | - | - | - | -    |
| 1976 | Montréal          | Non partecipante | - | - | - | -    |
| 1980 | Mosca             | Non qualificata  | - | - | - | -    |
| 1984 | Los Angeles       | Non qualificata  | - | - | - | -    |
| 1988 | Seul              | Non qualificata  | - | - | - | -    |
| 1992 | Barcellona        | Non qualificata  | - | - | - | -    |
| 1996 | Atlanta           | Non qualificata  | - | - | - | -    |
| 2000 | Sydney            | Non qualificata  | - | - | - | -    |
| 2004 | Atene             | Non qualificata  | - | - | - | -    |
| 2008 | Pechino           | Quarto posto     | 3 | 0 | 3 | 7:10 |
| 2012 | Londra            | Non qualificata  | - | - | - | -    |
| 2016 | Rio de Janeiro    | Non qualificata  | - | - | - | -    |
| 2020 | Tokyo             | Non qualificata  | - | - | - | -    |
| 2024 | Parigi            | TBD              | - | - | - | -    |

## Tutte le rose

### Giochi olimpici
Calcio ai Giochi Olimpici Estivi 20081 Bailly, 2 De Roover, 3 Kompany, 4 Vermaelen, 5 Pocognoli, 6 Fellaini, 7 De Mul, 8 Haroun, 9 Mirallas, 10 Vertonghen, 11 Martens, 12 Makabu-Makalambay, 13 Ciman, 14 Mulemo, 15 Simaeys, 16 Vanden Borre, 17 De Smet, 18 Dembélé, 19 Odjidja-Ofoe, 22 De Winter, CT: De Sart
NOTA: Per le informazioni sulle rose precedenti al 1952 visionare la pagina della Nazionale maggiore.